# Elimination Chamber 2013
Elimination Chamber 2013 är en pay-per-view wrestlinggala av World Wrestling Entertainment. Galan avgjordes den 17 februari 2013 i New Orleans Arena i New Orleans, Louisiana. Det var den fjärde upplagan av "Elimination Chamber" som har varit ett pay-per-view-event sedan 2010. Galan innehöll både titelmatcher och andra matcher. Traditionellt avgörs två av matcherna i Elimination Chamber, där fyra eller flera fribrottare möter varandra, varje man för sig själv. Två fribrottare börjar i buren och allteftersom kommer fler och fler brottare in i matchen. Man slår ut sina motståndare med antingen "pin fall" eller genom "submission".

## Matcher
| Nr                                                                                        | Resultat | Kommentarer | Matchtid |
| ----------------------------------------------------------------------------------------- | --- | --- | -------- |
| Pre-show                                                                                  | Brodus Clay och Tensai (med Cameron och Naomi) besegrade Team Rhodes Scholars (Damien Sandow och Cody Rhodes) | Tag-team match | 04:06    |
| 1                                                                                         | Alberto Del Rio (c) (med Ricardo Rodriguez) besegrade Big Show                                                | 1 mot 1 match för World Heavyweight Championship                                                                  | 13:09    |
| 2                                                                                         | Antonio Cesaro (c) besegrade The Miz efter en diskvalifikation                                                | 1 mot 1 match för WWE United States Championship                                                                  | 08:26    |
| 3                                                                                         | Jack Swagger (med Zeb Colter) besegrade Daniel Bryan, Chris Jericho, Kane, Mark Henry och Randy Orton         | Elimination Chamber match för att vinna en match över World Heavyweight Championship vid WrestleMania 29          | 31:18    |
| 4                                                                                         | The Shield (Dean Ambrose, Roman Reigns, och Seth Rollins) besegrade John Cena, Ryback, och Sheamus            | Six-man tag team match                                                                                            | 14:48    |
| 5                                                                                         | Dolph Ziggler (med AJ Lee och Big E Langston) besegrade Kofi Kingston                                         | 1 mot 1 match | 04:56    |
| 6                                                                                         | Kaitlyn (c) besegrade Tamina Snuka                                                                            | 1 mot 1 match för WWE Divas Championship                                                                          | 03:14    |
| 7                                                                                         | The Rock (c) besegrade CM Punk (med Paul Heyman)                                                              | 1 mot 1 match för WWE Championship. Om the Rock blev uträknad eller diskvalificerad skulle Punk ha vunnit titeln. | 21:02    |
| (c) (står för champion) – betyder att fribrottaren ifråga var titelhållaren innan matchen | | |          |